# Еспресо (списание)
„Л'Eспресо“ (на италиански: L'espresso или L'Espresso), срещано също като „Л'Еспресо“, е седмично списание за новини, издавано в Рим, столицата на Италия.
Списанието, наред с „Панорама“, е сред най-значимите италиански седмичници. Силвио Берлускони, политик и медиен магнат с десни виждания, придобива „Панорама“, което превръща „Л'Еспресо“ в основното новинарското списание с независими възгледи в Италия.